# Гејтс Милс (Охајо)
Гејтс Милс (енгл. Gates Mills) град је у америчкој савезној држави Охајо.

## Демографија
По попису из 2010. године број становника је 2.270, што је 223 (-8,9%) становника мање него 2000. године.
| Група             | 2000.         | 2010.         |
| Белци             | 2.316 (92,9%) | 2.069 (91,1%) |
| Афроамериканци    | 23 (0,9%)     | 30 (1,3%)     |
| Азијати           | 87 (3,5%)     | 91 (4,0%)     |
| Хиспаноамериканци | 40 (1,6%)     | 43 (1,9%)     |
| Укупно            | 2.493         | 2.270         |